# HD 155806
HD 155806，又名CD-3311875，SAO 208585、HR 6397，是一颗恒星，视星等为5.53，位于銀經352.59，銀緯2.87，其B1900.0坐标为赤經17h 8m 45.3s，赤緯-33° 2.87′ 58″。